# 디섹션
디섹션(영어: Dissection)은 스웨덴의 블랙 메탈, 데스 메탈 밴드이다. 1991년에 데뷔작을 내놓았고, 2006년 보컬이자 기타리스트인 욘 뇌트베이트의 자살로 해체하였다.

## 구성원

### 마지막 구성원
- 욘 뇌트베이트 - 보컬, 기타 (1989-1997, 2004-2006)
- 세트 테이탄 - 기타 (2004-2006)
- 토마스 아스클룬드 - 드럼 (2004-2006)

### 이전 구성원
- 욘 스베트스루트 - 기타 (1991-1994)
- 페테르 팔므달 - 베이스 기타 (1989-1997)
- 브리스 르클레르크 - 베이스 기타 (2004-2005)
- 하콘 포르발드 - 베이스 기타 (2005)
- 올레 외만 - 드럼 (1990-1995)
- 토비아스 셸그렌 - 드럼 (1995-1997)

## 음반
- The Somberlain (1993)
- Storm of the Light's Bane (1995)
- Reinkaos (2006)